# Abfackelung

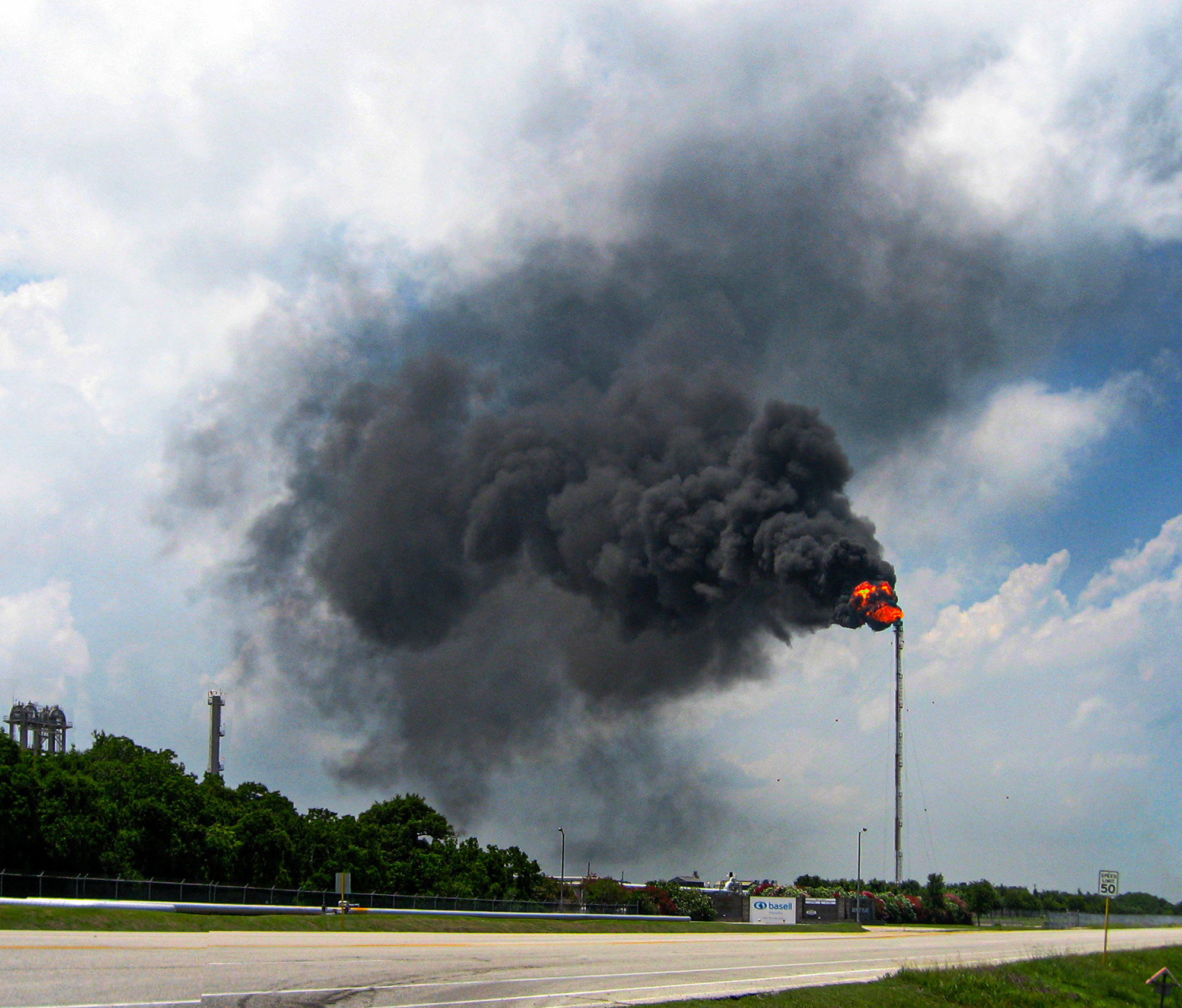
Eine Gasfackel in Texas mit starker Rußbildung

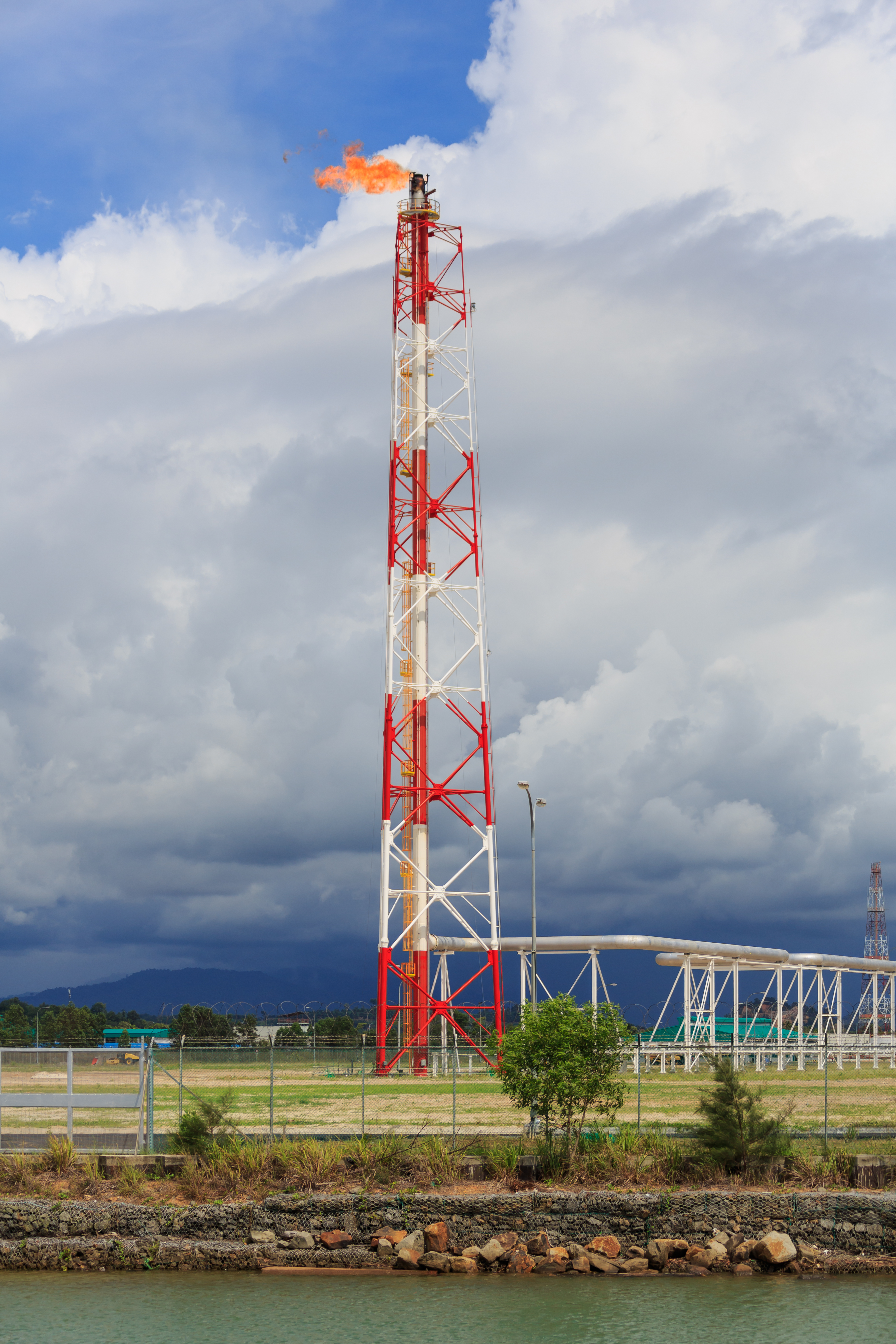
Hochfackel eines Öl- und Gasterminals in Kimanis, Malaysia

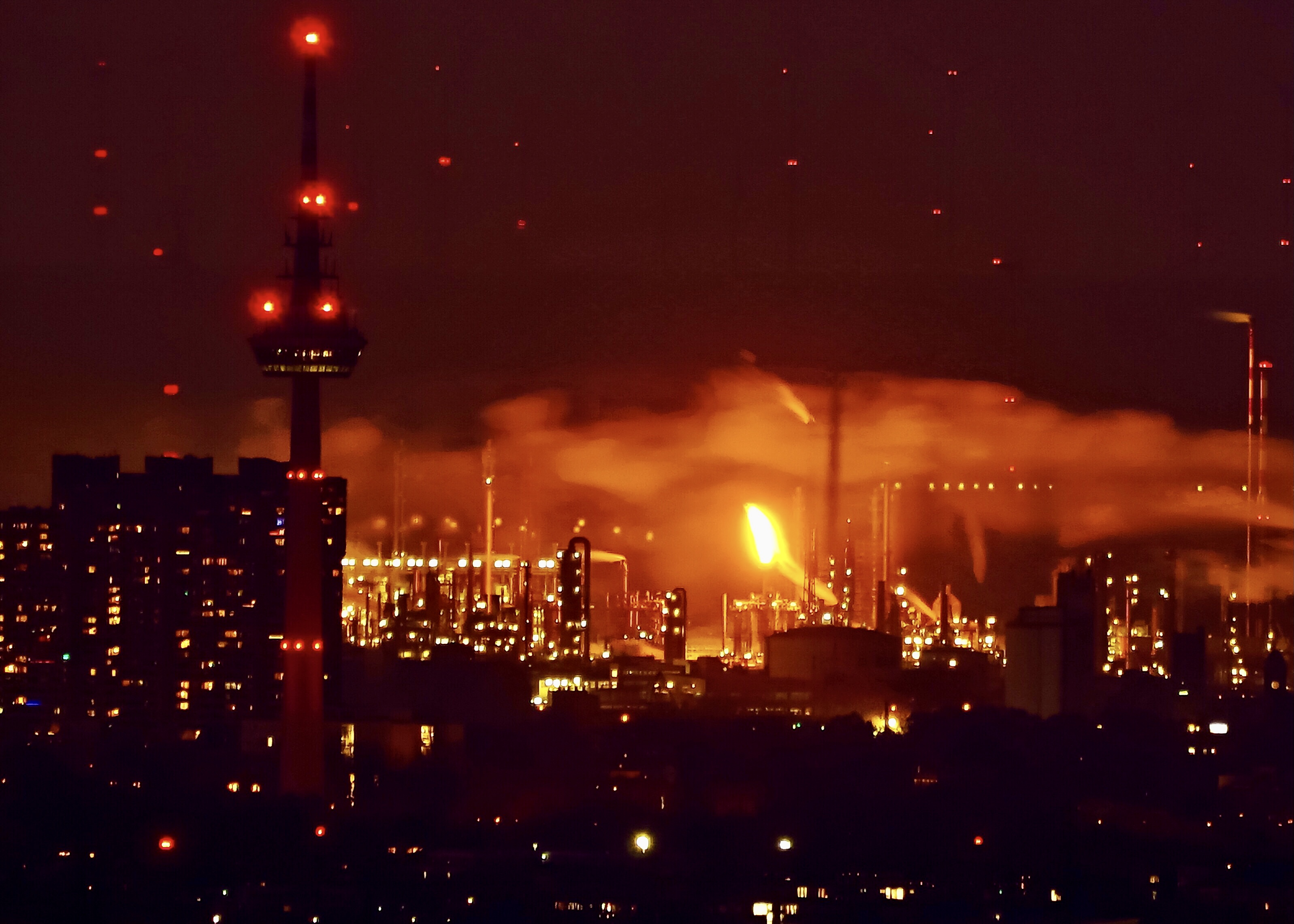
Der Fackelschein des Steamcrackers der BASF in Ludwigshafen ist aus mehr als 20 km sichtbar

Die Abfackelung ist das Verbrennen von brennbaren Abgasen mittels einer Gasfackel, einem langen Rohr, das am oberen Ende den Fackelkopf, einen Brenner mit einer Zündvorrichtung, trägt. Abfackelung kommt weit überwiegend bei Förderanlagen für Erdöl und Erdgas und in geringerem Umfang bei Erdölraffinerien, chemischen Betrieben und verfüllten Mülldeponien zum Einsatz.

## Einsatzgebiete
Die Abfackelung wird dort eingesetzt, wo eine andere Nutzung für die abgefackelten Gase nach dem Stand der Technik bzw. nach der Marktnachfrage nicht sinnvoll oder finanziell uninteressant erscheint. So werden zum Beispiel Stoffe abgefackelt, die in Industrieanlagen nicht kontinuierlich in fester Menge oder in nur geringer Menge anfallen. Wegen der steigenden Energiepreise versucht man nach Möglichkeit, solche Stoffe zu verwenden, um nutzbare Energie zu erzeugen (zum Beispiel Prozessdampf, Strom oder Strom und Wärme in Blockheizkraftwerken).
Das bei der Erdölförderung anfallende Begleitgas wird abgefackelt, wenn die Kosten für Aufbereitung und Transport den zu erwartenden Erlös übersteigen. Durch die Global Gas Flaring Reduction Partnership (GGFR) wurde nach Auswertung aktueller Satellitendaten bekanntgegeben, dass 2017 weltweit 141 Milliarden Kubikmeter Erdölbegleitgas abgefackelt worden waren, was rund 3,8 Prozent der globalen Erdgasförderung dieses Jahres (3680,4 Milliarden Kubikmeter) entspricht. Dabei ging im Vergleich zum Vorjahr die Abfackelung trotz einer leicht gestiegenen Ölförderung erstmals seit 2010 wieder zurück. In den 1990er und 2000er Jahren lag die Abfackelung mit 150 bis 170 Milliarden Kubikmeter – entsprechend ca. 30 % des Gasverbrauches der Europäischen Union – noch höher.
Des Weiteren dienen Fackelanlagen auch als Sicherheitssysteme zur schnellen Entspannung von Chemieanlagen bei Betriebsstörungen, um zum Beispiel Kohlenwasserstoffe oder andere giftige Stoffe nicht unverbrannt in die Atmosphäre gelangen zu lassen.
Bei Biogasanlagen dient die Abfackelung als alternativer Gasverbraucher beim Ausfall eines Blockheizkraftwerks.

## Umweltauswirkungen

### Treibhausgasemissionen
Das offene Abfackeln der vor allem bei der Erdöl- und Erdgasförderung anfallenden Gase (zumeist flüchtige Kohlenwasserstoffe) trägt in erheblichem Maße zur globalen Erwärmung bei, ohne dass dabei zumindest der Energiegehalt des Gases genutzt wird. Ergebnissen der Auswertung von Daten des Defense Meteorological Satellite Program zufolge führten 2004 Russland und Nigeria die Liste der Länder an, die das meiste Gas ungenutzt abfackelten. In Nigeria wurden trotz eines Verbotes durch den Federal High Court of Nigeria (2005) im Jahr 2006 immer noch 43 Prozent der Förderung Nigerias abgefackelt. Seit 2008 ist dies auch per Gesetz verboten, wird aber weiter praktiziert.
Die Freisetzung von unverbranntem Gas durch direktes Abblasen ist jedoch noch deutlich klimaschädlicher als das Abfackeln. So werden Methan (CH4) und andere flüchtige Kohlenwasserstoffe in der Regel durch das Abfackeln zu Kohlendioxid (CO2) und Wasserdampf verbrannt. CO2 ist zwar ein bekanntes Treibhausgas, der Treibhauseffekt von CH4 ist aber um ein Vielfaches höher. Methan hat einen GWP20 von 84 sowie einen GWP100 von 28. Nach neueren Untersuchungen wird Erdgas in Fackeln nur zu durchschnittlich 95,2 Prozent verbrannt, was eine ungewollte Methanemission mit sich führt. Durch nicht oder nicht vollständig entzündete Fackeln verbrennen Fackelanlagen in den USA nur durchschnittlich 91,1 % des ausströmenden Methans.

### Sonstige Emissionen
Weil unaufbereitetes Begleitgas neben Methan auch Schwermetalle, Schwefelwasserstoff und andere Verbindungen enthalten, kann es zu weitreichender Umweltverschmutzung kommen. Handelt es sich bei dem Begleitgas um ein Sauergas, wird das enthaltene toxische Schwefelwasserstoff zu weniger gefährliches Schwefeldioxid verbrannt. Schwefeldioxid schlägt sich als saurer Regen in der Umgebung nieder. 
Aufgrund unvollständiger Verbrennung entstehen große Mengen an Ruß. Knapp 3 % der globalen Rußemission ist auf Industrielle Gasfackeln zurückzuführen. Dieser gilt als krebserregend und hat einen verstärkenden Einfluss auf die Eisschmelze in der Arktis.
Ein hohes Risiko birgt auch das offene Abfackeln von Gasen, die Halogenkohlenwasserstoffe enthalten, wie es bei Deponiegas der Fall sein kann (bis zu 1,3 g/m³ Chlormethan). Bei unvollständiger Verbrennung solcher Gase können gesundheitsschädliche Dioxine und Furane entstehen.

### Alternativen
Obwohl durch die Abfackelung im Zuge der Erdöl- und Erdgasförderung jährlich viele Milliarden Kubikmeter fossiler Brennstoffe ungenutzt verbrannt werden, galt sie für die Energieunternehmen zumeist als kostengünstigere Alternative: Es war vermeintlich schlicht nicht rentabel, Begleitgas in entlegenen Förderregionen oder auf Offshore-Förderplattformen aufzufangen, aufzubereiten, es beispielsweise zu verflüssigen (wofür teure Verflüssigungsanlagen gebaut werden müssten) und es dann zu potenziellen Endverbrauchern zu transportieren. Mittlerweile ist jedoch in vielen Förderländern, insbesondere in Russland, die Menge an abgefackeltem Gas deutlich reduziert worden.